# نایل کالینز
نایل کالینز (انگلیسی: Niall Collins؛ زادهٔ ۳۰ مارس ۱۹۷۳) سیاست‌مدار اهل جمهوری ایرلند است.